# Свети Георги (Дрохобич)
„Свети Георги“ (на украински: Церква святого Юра) е православна църква, паметник на историята и архитектурата в Дрохобич (Лвовска област, Украйна). През 2013 г. тя е включена в списъка на световното културно и природно наследство на ЮНЕСКО като част от дървените църкви на Карпатския регион на територията на Полша и Украйна.

## История
Църквата е дървена, триредова по план, принадлежи към края на 15 – началото на 16 век, с квадратен главен неф и два странични клироса, олтар и нартекс (бабинец).
„Свети Георги“ е пренесена през 1656 г. от карпатското село Надиев, близо до град Долина. Църквата е заменена за сол, разглобена и транспортирана до Дрохобич на волове. Поставена е на мястото на предишната църква, която е изгоряла, а през 1678 г. до нея е построена камбанария.
Долният етаж на църквата е заобиколен от аркадна галерия на стълбове. Над нартекса има хорове с арка-галерия и параклис.
Интериорът на църквата е изписан със стенописи, направени под ръководството на Стефан-Маляр Попович Медицки. В допълнение към религиозните композиции („Страстите Христови“), богатият декоративен орнамент е предимно от растителен характер. Иконостасът и иконите на същия художник („Акатист на Богородица“, „Деяния на апостол Павел“, „Отсичане на главата на великомъченик Георги“) са в кафяви, охра и маслинено-зелени тонове.
Църквата „Свети Георги“ е ремонтирана няколко пъти, но не е загубила първоначалния си вид и е един от най-добре запазените паметници на галицката архитектура от 15 – 16 век. Понастоящем църквата е част от отдела за дървена архитектура на музея.